# Necedah (condado de Juneau, Wisconsin)
Necedah es un pueblo ubicado en el condado de Juneau en el estado estadounidense de Wisconsin. En el Censo de 2010 tenía una población de 2.327 habitantes y una densidad poblacional de 10,85 personas por km².

## Geografía
Necedah se encuentra ubicado en las coordenadas 44°2′37″N 90°6′23″O / 44.04361, -90.10639. Según la Oficina del Censo de los Estados Unidos, Necedah tiene una superficie total de 214.52 km², de la cual 202.7 km² corresponden a tierra firme y (5.51%) 11.82 km² es agua.

## Demografía
Según el censo de 2010, había 2.327 personas residiendo en Necedah. La densidad de población era de 10,85 hab./km². De los 2.327 habitantes, Necedah estaba compuesto por el 97.21% blancos, el 0.43% eran afroamericanos, el 0.52% eran amerindios, el 0.3% eran asiáticos, el 0.09% eran isleños del Pacífico, el 0.21% eran de otras razas y el 1.25% pertenecían a dos o más razas. Del total de la población el 2.32% eran hispanos o latinos de cualquier raza.